# Czinkóczi Zsuzsa
Czinkóczi Zsuzsanna (Kiskunmajsa, 1967. január 23. –) magyar színésznő.

## Élete
Czinkóczi László és Pintér Rozália gyermekeként született.
1976-ban az Móricz Zsigmond Árvácska című regényéből készült Árvácska című film főszereplője volt. Jászszentlászlói általános iskolai évei alatt 8 filmben szerepelt. 1986–87-ben  forgatta a Napló szerelmeimnek című filmet. 1988-ban készítette el a Labdaálmok című tv-filmet. 1987–88-ban nyáron a Mafilm színésze volt. 1989-ben a Heten Budapest ellen című tévéfilmben, 1990-ben pedig a Napló apámnak, anyámnak című filmben szerepelt.

## Filmjei

### Játékfilmek
- Árvácska (1976)
- Ők ketten (1977)
- Olyan, mint otthon (1978)
- Allegro barbaro (1979)
- Magyar rapszódia (1979)
- Napló gyermekeimnek (1982)
- Napló szerelmeimnek (1986–1987)
- Heten Budapest ellen (1989)
- Napló apámnak, anyámnak (1990)
- A magzat (1993)
- Siódmy pokój (1995)
- Kisvilma – Az utolsó napló (2000)
- Amerikai rapszódia (2001)
- A temetetlen halott (2004)
- Utolsó jelentés Annáról (2009)
- Aurora Borealis – Északi fény (2017)

### Tévéfilmek
- Társkeresés No. 1463 (1982)
- Labdaálmok (1989)
- Tiszazug (1991)
- Ármány és szerelem Anno 1951 (2011)

## Díjai
- A teheráni fesztivál legjobb női alakítás díja (1976)
- A filmszemle díja (1984)
- A viareggiói fesztivál legjobb női alakítás díja (1990)